# Zbigniew Antoszewski (muzyk)
Zbigniew Antoszewski (ur. 3 czerwca 1942 w Strzegowie) – polski basista, kompozytor i aranżer. 

## Kariera muzyczna
W latach 60. był jednym z filarów warszawskich zespołów rock and rollowych – najpierw Big Beat Sextetu, a następnie Tajfunów. W 1967 roku powołał do życia własną studyjną grupę instrumentalną i do współpracy zapraszał m.in.: gitarzystów Piotra Puławskiego i Wiktora Stroińskiego; wibrafonistę Józefa Gawrycha, saksofonistę Janusza Muniaka i perkusista Zbigniewa Ryfę z Big-bandu Polskiego Radia, jak również innych perkusistów. Zespół zarejestrował szereg gitarowych nagrań, nawiązujących swym klimatem do brzmienia Tajfunów. Do udziału w sesjach nagraniowych angażował także sekcję instrumentów dętych i instrumenty smyczkowe. Ponadto w 1967 roku basista uczestniczył w V KFPP w Opolu, gdzie wystąpił, wchodząc w skład zespołu muzycznego kabaretu Popierajmy się. Wiosną 1969 roku wyjechał do Stanów Zjednozonych i Kanady, gdzie wraz z zespołem estradowym, prezentował program zatytułowany Nasze przeboje. W początkach 1970 roku, po koncertach ZSRR – założył kolejny zespół instrumentalny, który był zaangażowany do współpracy z Radiową i Telewizyjną Giełdą Piosenki. W 1971 roku podczas IX KFPP w Opolu, jego grupa towarzyszyła na scenie Jaremie Stępowskiemu. Muzyk jest także kompozytorem piosenek (m.in. Nad łąkami czy Oczy pełne nieba), a także autorem podręczników do nauki gry na gitarze. Przez wiele lat współpracował także z Polskim Wydawnictwem Muzycznym, opracowując utwory z repertuaru polskich grup muzycznych, przeznaczone do wykonania na mały skład zespołu.

## Wybrana dyskografia

### Czwórki
- 1962: Tańczymy madisona (EP, Muza N-0231)
- 1962: Tańczymy twista (EP, Pronit N-0232)

### Kompilacje
- Gwiazdy polskiego big beatu: Luxemburg Combo, Big Beat Sextet (CD, Muza PNCD 1471, 2014)[4]
- Tajfuny – Sezam otwarty. Nagrania instrumentalne z lat 1964–1967 (2 CD, Kameleon Records KAMCD 110/111, 2023)[2][3]

### Czwórki
- Przed burzą (EP, Muza N-0377, 11.1965)
- Przed burzą (instr.) / Sezam otwarty (instr.) / Zachodni wiatr (instr.) / Nie jestem pewien czy mnie kochasz (instr.)
- 1966: W. Gąssowski, Tajfuny – Żal (EP, Pronit N-0468)
- Żal / Bo róża też kolce ma / Spójrz wszystko jest tak samo / Dziś nie mam nic
- 1966: Bambiaszek i jego koledzy (EP, Muza N-0402)
- Bambiszek i jego koledzy (instr.) / Kiedy jesteśmy sami (instr.) / Ej, ta droga (instr.) / Nieoczekiwane rozwiązanie (instr.)

### Kompilacje
- Gwiazdy Polskiego Big Beatu: Tajfuny (CD, Muza PNCD 1466, 2012)[5]
- Sezam otwarty. Nagrania instrumentalne z lat 1964–1967 (2 CD, Kameleon Records KAMCD 110/111, 2023)[2][3]

### Single i czwórki
- Bonanza (SP SP 148 Pronit, 1967)
- Bonanza (instr.)
- Bonanza (EP N-0465 Pronit, 01.1967)
- Bonanza (instr.) / Bradiaga (instr.) / Poluszko, pole (instr.) / Głos prerii (instr.)

### Kompilacje
- Prywatka u Bożeny (LP XL 0419 Muza, 09.1967)
- Waga ciężka (instr.) / Wiosenny dzień (instr.)
- Zatańczmy... (LP XL 0509 Pronit, 09.1967)
- Moje serce (instr.) / Mała Jaga (instr.)
- Tajfuny – Sezam otwarty. Nagrania instrumentalne z lat 1964–1967 (2 CD, Kameleon Records KAMCD 110/111, 2023)[2][3]

### Nagrania radiowe
- 1967: Bonanza (instr.); Bradiaga (instr.); Poluszko, pole (instr.); Głos prerii (instr.); Waga ciężka (instr.); Wiosenny dzień (instr.); Moje serce (instr.); Mała Jaga (instr.)